# Сурдоперекладач
Перекладач жестової мови — особа, яка володіє жестовою мовою і виконує переклад на жестову мову з будь-якої мови і навпаки.
Для покращення сприйняття новин глухими людьми, в реальному часі поряд з ведучим працює сурдоперекладач, який перекладає весь звуковий ряд жестовою мовою.